# Louvres
Louvres är en kommun i departementet Val-d'Oise i regionen Île-de-France i norra Frankrike. Kommunen ligger i kantonen Goussainville som tillhör arrondissementet Sarcelles. År 2022 hade Louvres 12 226 invånare.

## Befolkningsutveckling
Antalet invånare i kommunen Louvres
| Referens: INSEE |